# Bible vicieuse
La Bible vicieuse ou Bible perverse, (en anglais : Wicked Bible) désigne une réédition de la Bible du roi Jacques publiée en 1631, à Londres, par Robert Barker et Martin Lucas, qui, en raison d'une coquille typographique, recommandait l'adultère plutôt que de l'interdire.

## Généralités
En anglais, elle est aussi parfois appelée The Adulterous Bible — La Bible adultère — ou The Sinners' Bible — Bible des pécheurs. Ce nom vient d'un bourdon du compositeur : il avait oublié le mot not (« [ne] pas ») dans le commandement (Exode, 20, 14) « Thou shalt not commit adultery » (« Tu ne commettras pas d'adultère »). L'interdiction de l'adultère devenait ainsi une incitation à le commettre. La Wicked Bible est souvent présentée comme l'exemple le plus significatif des erreurs typographiques constatées dans les différentes éditions de la Bible ; d'après David Daniell (en), c'est l'erreur qui a causé le plus grand scandale dans l'histoire de la Bible du roi Jacques, et on ne peut exclure qu'elle ait été délibérée. 

## Histoire

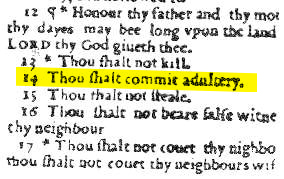
L'erreur typographique à l'origine de l'expression Bible vicieuse (passage surligné).

Environ un an après la publication fautive, les imprimeurs furent condamnés à 300 livres sterling d'amende — soit environ un an de revenus — et privés de leur licence par la Chambre étoilée. Pour John Sandys-Wunsch, la sanction imposée aux imprimeurs est révélatrice du statut de texte sacré protégé par la loi qu'avait la Bible au début du XVIIe siècle.
L'archevêque de Cantorbéry déclara après la découverte de cette erreur qu'« il [avait connu] une époque où le plus grand soin était apporté à l'impression, en particulier à celle des Bibles, où les bons ouvriers compositeurs et les meilleurs correcteurs étaient des hommes sérieux et instruits, et en tout, parmi les meilleurs, mais [qu']aujourd'hui le papier était de piètre qualité, les ouvriers compositeurs, des adolescents, et les correcteurs, des ignorants ».
Les autorités ordonnèrent la destruction des mille copies de l'édition fautive et le rappel des exemplaires vendus. Il n'en subsiste aujourd'hui que très peu d'exemplaires, très recherchés par les collectionneurs. Au moins onze sont connus, dont un à la New York Public Library, un autre à la bibliothèque de l'université de Cambridge et un au Dunham Bible Museum de l'université baptiste de Houston (en).

## Culture populaire
Cette Bible et son passage controversée sont présentés dans le film Fountain of Youth : l'ouvrage contient un code musical qui conduit les protagonistes vers les pyramides de Gizeh où se trouve la fontaine de Jouvence.